# Osmanvaara
Osmanvaara är en kulle i Finland.   Den ligger i den ekonomiska regionen  Rovaniemi ekonomiska region  och landskapet Lappland, i den norra delen av landet, 800 km norr om huvudstaden Helsingfors. Toppen på Osmanvaara är 251 meter över havet.
Terrängen runt Osmanvaara är huvudsakligen platt. Runt Osmanvaara är det mycket glesbefolkat, med 2 invånare per kvadratkilometer.